# Anomala chlorotica
Anomala chlorotica är en skalbaggsart som beskrevs av Guérin-Méneville 1830. Anomala chlorotica ingår i släktet Anomala och familjen Rutelidae. Inga underarter finns listade i Catalogue of Life.